# فریدریخ رینهولد کرئوتزوالد
فریدریخ رینهولد کرئوتزوالد (استونیایی: Friedrich Reinhold Kreutzwald; ۲۶ دسامبر ۱۸۰۳ – ۲۵ اوت ۱۸۸۲) نویسنده اهل استونی بود که پدر ادبیات ملی استونی نامیده میشود. وی نویسنده اثر ملی حماسی Kalevipoeg است.